# Euphorbia tenuispinosa
Euphorbia tenuispinosa es una especie fanerógama perteneciente a la familia Euphorbiaceae. Es endémica de Kenia. 

## Descripción
Es una planta suculenta de raíces tuberosas con porte arbustivo que alcanza un tamaño de 1 m de altura. Los tallos crecen erectos, son de forma cuadrangular, de unos 5-10 mm de grueso con ángulos que pueden ser poco profundos o como dientes prominentes separados de 1 a 2,5 cm (-3). Las espinas, fuertes y cortas, surgen en las aristas de los ángulos.

## Ecología
Se encuentra en zonas abiertas de pastos, normalmente entre arbustos de  Acacia-Commiphora, de vez en cuando en bosques abiertos perennes, o entre matorrales caducifolios sobre suelos arenosos, rocosos y secos, a una altitud de 150-1100 metros.
Consta de dos variedades:
- Euphorbia tenuispinosa var. 'robusta' S.Carter
- Euphorbia tenuispinosa  var. 'tenuispinosa' Gilli

Es de muy fácil cultivo.

## Taxonomía
Esta especie fue descrita por Alexander Gilli y publicada en Annalen des Naturhistorischen Museums in Wien : Serie A : fuer Mineralogie und Petrographie, Geologie und Palaeontologie, Anthropologie und Praehistorie 78: 167. 1974.
Etimología
Euphorbia: nombre genérico que deriva del médico griego del rey Juba II de Mauritania (52 a 50 a. C. - 23), Euphorbus, en su honor – o en alusión a su gran vientre –  ya que usaba médicamente Euphorbia resinifera. En 1753 Carlos Linneo asignó el nombre a todo el género.
tenuispinosa: epíteto latino que significa "espinas delgadas".
Sinonimia
- Euphorbia taitensis Pax[5][6]

var. tenuispinosa
- Euphorbia ndurumensis P.R.O.Bally